# Renata Nowicka
Renata Nowicka-Mastek – polska aktorka teatralna i filmowa.
W 1988 roku ukończyła Państwową Wyższą Szkołę Teatralną w Krakowie. Występowała w Teatrze Satyry "Maszkaron" (1985–1995), a od 1995 roku związana jest z krakowskim Teatrem Ludowym.

## Filmografia
- 2005 - Zakochany Anioł, sąsiadka Giordana
- 2005 - Barbórka
- 2003 - Zaginiona (gościnnie)